# Protein A
Protein A je površinski MSCRAMM protein sa 56 . On je originalno nađen u ćelijskom zidu bakterije Staphylococcus aureus. Protein A je kodiran SpA genom. Njegova regulacija je kontrolisana DNK topologijom, ćelijskom osmolarnošću, i tvokomponentnim sistem ArlS-ArlR. On je našao primenu u biohemijskim istraživanjima usled njegove sposobnosti vezivanja za imunoglobuline. On se sastoji od pet homolognih Ig vezujućih domena koji formiraju triheliksne svežnjeve. Svaki domen ima sposobnost vezivanja proteina mnogih vrsta sisara, a posebno IgG proteina. On se vezuje za teški lanac Fc regiona većine imunoglobulina, a isto tako i za Fab region u slučaju ljudske VH3 familije.